# En jycke för mycket
En jycke för mycket (engelska: The Hound of the Baskervilles) är en brittisk komedifilm från 1978 i regi av Paul Morrissey.
Filmen är en parodi på Arthur Conan Doyles roman Baskervilles hund.

## Handling
Sherlock Holmes blir ombedd att lösa mysteriet med godsägaren Sir Charles plötsliga död men eftersom Holmes är upptagen med andra fall överlåter han uppgiften på sin vän doktor Watson. Watson lyckas så småningom hitta förklaringen till Sir Charles död men först sedan han fått hjälp av sin vän Sherlock.

## Rollista i urval
- Peter Cook - Sherlock Holmes
- Dudley Moore - Doktor Watson / Mrs Ada Holmes / Mr Spiggot
- Denholm Elliott - Stapleton
- Joan Greenwood - Beryl Stapleton
- Terry-Thomas - dr Mortimer
- Max Wall - Arthur Barrymore
- Irene Handl - mrs Barrymore
- Kenneth Williams - Sir Henry Baskerville
- Hugh Griffith - Frankland
- Roy Kinnear - Ethel Seldon
- Prunella Scales - Glynis
- Penelope Keith - receptionist
- Spike Milligan - poliskonstapeln
- Josephine Tewson - nunnan